# Thiago Ribeiro
Thiago Ribeiro (Pontes Gestal, Estado de São Paulo, 24 de febrero de 1986) es un futbolista brasileño. Juega de delantero, y actualmente no tiene club tras dejar el Londrina Esporte Clube.

## Trayectoria
Fue el máximo goleador de la Copa Libertadores 2010 con ocho anotaciones, aunque su equipo, Cruzeiro, quedó eliminado en cuartos de final ante el São Paulo, su ex-club. Antes de ello, en octavos de final, anotó un hat-trick en la victoria por 3-1 ante Nacional el 29 de abril, para seis días más tarde abrir también el marcador en la vuelta.

## Clubes
| Club                        | País    | Año       |
| --------------------------- | ------- | --------- |
| Rio Branco                  | Brasil  | 2004-2005 |
| Burdeos (préstamo)          | Francia | 2004-2005 |
| São Paulo                   | Brasil  | 2005-2007 |
| Rentistas                   | Uruguay | 2007-2008 |
| Al Rayyan (préstamo)        | Catar   | 2007-2008 |
| Cruzeiro                    | Brasil  | 2008-2011 |
| Cagliari                    | Italia  | 2011-2013 |
| Santos                      | Brasil  | 2013-2017 |
| Atlético Mineiro (préstamo) | Brasil  | 2015-2016 |
| Bahia (préstamo)            | Brasil  | 2016      |
| Londrina                    | Brasil  | 2018      |
| Guarani                     | Brasil  | 2019      |
| Bragantino                  | Brasil  | 2019      |
| Novorizontino               | Brasil  | 2020      |
| Chapecoense                 | Brasil  | 2020-2021 |
| Londrina                    | Brasil  | 2022      |

## Palmarés

### Campeonatos estatales
| Título              | Club             | País         | Año  |
| ------------------- | ---------------- | ------------ | ---- |
| Campeonato Mineiro  | Cruzeiro         | Minas Gerais | 2009 |
| Campeonato Mineiro  | Cruzeiro         | Minas Gerais | 2011 |
| Campeonato Paulista | Santos           | São Paulo    | 2015 |
| Campeonato Mineiro  | Atlético Mineiro | Minas Gerais | 2016 |

### Campeonatos nacionales
| Título               | Club      | País   | Año  |
| -------------------- | --------- | ------ | ---- |
| Campeonato Brasileño | São Paulo | Brasil | 2006 |

### Campeonatos internacionales
| Título                 | Club      | País  | Año  |
| ---------------------- | --------- | ----- | ---- |
| Copa Mundial de Clubes | São Paulo | Japón | 2005 |

### Distinciones individuales
| Distinción                                        | Año  |
| ------------------------------------------------- | ---- |
| Máximo goleador de la Copa Libertadores (8 goles) | 2010 |